# Hội nghị Liên Hợp Quốc về Biến đổi Khí hậu 2009

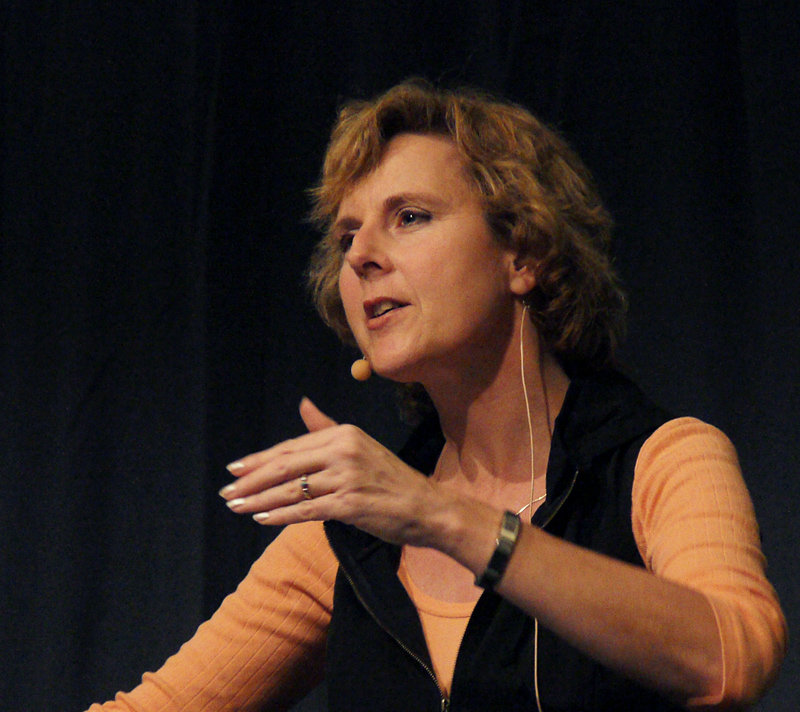
Connie Hedegaard, cựu chủ tịch Hội nghị Liên Hợp Quốc về Biến đổi Khí hậu năm 2009 tại Copenhagen (ghế bên trái của Thủ tướng Đan Mạch Lars Løkke Rasmussen vào ngày 16 tháng 12)

Hội nghị Liên Hợp Quốc về Biến đổi Khí hậu 2009 diễn ra tại Bella Center ở Copenhagen, Đan Mạch, từ 7 đến 18 tháng 12 năm 2009. Hội nghị này cũng bao gồm Hội nghị các bên lần thứ 15 (COP 15) trong khuôn khổ Công ước khung Liên Hợp Quốc về Biến đổi Khí hậu và cuộc họp của các bên lần thứ 5 (COP/MOP 5) về Nghị định thư Kyoto. Theo lộ trình Bali, chương trình khung về giảm thiểu biến đổi khí hậu trước năm 2012 sẽ được đưa ra ở hội nghị này.

## Tóm lược đề xuất của các nước
| Khu vực | 1990→2020    |
| ------- | ------------ |
| EU      | -30 đến -20% |
| Nhật    | -25%         |
| Hoa Kỳ  | -1,3%        |
| Brazil  | -1,8 đến +5% |
| Canada  | -3%          |

### Úc
Cắt giảm phát thải carbon 25% so với mức năm 2000 vào năm 2020, nếu thế giới đồng ý một thỏa thuận toàn cầu rằng mức CO2 ổn định ở 450 ppm hoặc thấp hơn.
Cắt giảm phát thải carbon 15% so với mức năm 2000 vào năm 2020, nếu có một thỏa thuận mà các nền kinh tế lớn đang phát triển cam kết kiềm chế đáng kể lượng khí thải và các nền kinh tế tiên tiến đưa vào sẽ so sánh với Úc.
Còn cắt giảm phát thải carbon 5% so với mức năm 2000 vào năm 2020 thì không cần điều kiện ràng buộc.

### Brasil
Cắt giảm phát thải carbon 38–42% so với mức năm 2005 vào năm 2020. Điều này tương đương với cắt giảm khoảng 5% đến 1,8% so với mức năm 1990 vào năm 2020.

### Canada
Cắt giảm phát thải carbon 20% so với mức năm 2006 vào năm 2020. Điều này tương đương với mức 3% so với mức năm 1990 vào năm 2020.

### Trung Quốc
Cắt phát thải carbon trên 1 đơn vị GDP 40–45% so với mức năm 2005 vào năm 2020.

### Liên minh châu Âu
Cắy giảm khí nhà kính 30% so với mức năm 1990 vào năm 2020 nếu thỏa thuận thế giới đạt được tại hội nghị này với các quốc gia đang phát triển khác và có nhiều quốc gia đang phát triển có tiến bộ để có thể so sánh sự cắt giảm khí thải.
Cắt khí thải nhà kính 20% so với mức năm 1990 vào năm 2020 là vô điều kiện.

### Ấn Độ
Cắt giảm cường độ phát thải 20–25% so với mức năm 2005 vào năm 2020.

### Nhật Bản
Cắt giảm phát thải khí nhà kính 25% so với mức năm 1990 vào năm 2020.

### New Zealand
Giảm phát thải từ 10% đến 20% dưới mức năm 1990 đến năm 2020 nếu một thỏa thuận toàn cầu đạt được là giới hạn carbon dioxide quy đổi (CO2-e) đạt 450ppm và nhiệt độ tăng 2 °C, các quy tắc có ảnh hưởng đến lâm nghiệp, và New Zealand có quyền thâm nhập vào các thị trường carbon quốc tế.>

### Nam Phi
Cắt lượng phát thải 34% so với mức hiện tại đến năm 2020.
Điều này tương đương với lượng phát thải cắt giảm khoảng 3–10,4% so với mức năm 1990 đến năm 2020 tính từ hồi quy tuyến tính của lượng phát thải giai đoạn 2004–2007 trong độ lệch chuẩn là 3.

### Hoa Kỳ
Cắt giảm khí nhà kính 17% so với mức năm 2005 đến năm 2020, 42% đến năm 2030 và 83% đến năm 2050. Con số này tương đương với 1,3% so với mức năm 1990 vào năm 2020, 31% vào năm 2030 và 80% năm 2050.

## LHQ: Cần dứt khoát về tình trạng nóng lên toàn cầu
Ngày 28 tháng 9, Liên Hợp Quốc cảnh báo các nhà lãnh đạo thế giới rằng họ chỉ còn 70 ngày để đạt một thỏa hiệp mới nhằm giới hạn nhiệt độ địa cầu đang nóng dần, trong khi các nhà môi sinh nêu lên những trận lụt chết người ở Philippines để minh chứng ảnh hưởng tàn phá của sự thay đổi khí hậu. Chỉ vài giờ sau khi những cuộc thương lượng bắt đầu, các nước giàu và các nước nghèo, lại đưa ra những lời công kích như thường lệ, đổ lỗi cho nhau là không làm đầy đủ bổn phận của mình để đạt tới một thỏa thuận nhằm thay thế cho Nghị Định thư Kyoto năm 1997, sẽ hết hạn vào năm 2012. Những cuộc thảo luận đã bế tắc từ nhiều tháng vì các nước kỹ nghệ không chịu cam kết cắt giảm đủ sâu rộng hoặc cung cấp hàng tỷ đô la cho các nước nghèo để giúp họ thích nghi với các hậu quả của sự thay đổi khí hậu và chuyển tiếp sang một nền kinh tế ít tiêu thụ cacbon.
Các nước đang phát triển, ngược lại, nói chung không chịu đồng ý về các mục tiêu có hiệu lực trói buộc và nghi ngờ các đòi hỏi rằng bất cứ sự cam kết nào của họ cũng bị theo dõi và kiểm chứng như một phần của bất cứ thỏa thuận nào. "Thời gian không phải chỉ có tính cách cấp bách. Nó hầu như đã cạn," người đứng đầu về khí hậu của Liên Hợp Quốc, Yvo de Boer nói, với một đồng hồ gần đó cho thấy còn 70 ngày cho tới khi các nhà lãnh đạo thế giới theo dự trù sẽ gặp gỡ ở Copenhagen để hoàn thành một hiệp ước. Vài nhà môi sinh cố nêu lên ý thức khẩn cấp bằng cách vạch ra trận bão nhiệt đới vào cuối tháng 9/2009 đưa tới trận lụt tệ hại nhất từ hơn 40 năm ở Philippines và khiến hơn 140 người thiệt mạng.
Những cuộc thảo luận về khí hậu của LHQ tại thủ đô của Thái Lan trong hai tuần lễ, quy tụ khoảng 1.500 đại biểu từ 180 quốc gia, những người được giao nhiệm vụ đúc kết một dự thảo thỏa thuận 200 trang để còn khoảng 30 trang, sẽ được đệ trình trước các bộ trưởng tại cuộc họp ở Đan Mạch. Bà Connie Hedegaard, bộ trưởng khí hậu và năng lượng của Đan Mạch, nước tổ chức những cuộc họp vào tháng 12, nói với các đại biểu rằng thế giới đang theo dõi và thúc giục họ hãy xây dựng trên động lực đạt được trong cuộc họp thượng đỉnh về khí hậu của LHQ vào giữa tháng 9, nơi 100 nhà lãnh đạo thế giới cam kết sẽ ủng hộ một thỏa thuận.
Tại hội nghị thượng đỉnh New York, Tổng thống Hoa Kỳ Barack Obama và Chủ tịch Trung Quốc Hồ Cẩm Đào - đứng đầu hai nước gây ô nhiễm nhiều nhất của thế giới, mỗi nước chiếm khoảng 20% sự ô nhiễm chất khí nhà kính - đều hứa các biện pháp cứng rắn để chống lại sự thay đổi khí hậu. Hầu hết các nước trên thế giới đều đồng ý rằng sự gia tăng nhiệt độ trung bình trên toàn cầu không được vượt quá 3,6 độ F (2 độ C) trên những mức vào thời tiền kỹ nghệ - một giới hạn mà người ta tin rằng nếu bị vượt quá, những thay đổi khí hậu nghiệm trọng chắc chắn sẽ xảy ra. Nhiệt độ vốn đã tăng 1,4 độ F (0,8 độ C) kể từ thế kỷ 19.

## Kết quả
Mặc dù có nhiều kỳ vọng tại hội nghị thượng đỉnh Copenhagen là đưa ra được một hiệp ước ràng buộc pháp lý, nhưng hội nghị gặp những bế tắc trong đàm phán. Nhà phân tích môi trường BBC, Roger Harrabin cho rằng sự thất bại của hội nghị thượng định có thể liên quan đến một số yếu tố như suy thoái kinh tế toàn cầu gần đây và áp lực trong nước ở Hoa Kỳ và Trung Quốc.
Copenhagen Accord yêu cầu các nước gởi mục tiêu khí thải vào cuối tháng 1 năm 2010, nhằm mở đường cho các cuộc thảo luận tại Hội nghị Liên Hợp Quốc về Biến đổi Khí hậu 2010 ở Mexico và phiên làm việc giữa năm tại Bonn. Tuy nhiên, các nhà bình luận cho rằng "vai trò của Liên Hợp Quốc trong tương lai về các thoả thuận khí hậu quốc tế hiện tại không chắc chắn."